# Jan Utenhove
Jan Utenhove, né à Gand en 1516 (?) et mort à Londres le 6 janvier 1566, est un auteur originaire des anciens Pays-Bas et surtout connu par des traductions en néerlandais des Psaumes et du Nouveau Testament.

## Biographie

### Origines - enfance - éducation
Jan Utenhove, issu d'une vieille famille patricienne gantoise, était le fils de Richard Utenhove. Il est donc erroné d'écrire, comme le font certains auteurs, qu'il était un enfant du second lit du chevalier Nicolaas Utenhove (mort en 1527), président du Conseil de Flandre, et d'Elisabeth de Grutere, qu'il ne faut pas non plus confondre avec Carolus Utenhovius, qui était un famulus d'Erasme.
Il reçut une éducation soignée et possédait une connaissance approfondie du latin et du grec. Dans sa ville natale, son maître fut sans doute le savant George Cassander, un théologien irénique et œcuménique.
Il compléta ses études à l’université de Louvain.

### Exil: première période

#### En Allemagne
Utenhove fut contraint de s'enfuir de Gand en 1544, vraisemblablement à cause de la réaction provoquée par une moralité (spel van zinne), considérée comme luthérienne et par conséquent mal reçue, écrite par lui en 1532 et encore représentée en 1543 à la paroisse de Burst, entre Alost et Zottegem. Cette pièce de théâtre est conservée dans l'édition de 1570.
Le 28 avril 1545 et le 9 mai 1545, le Conseil de Flandre condamna, par contumace, acteurs et auteur à l'exil à perpétuité sous peine de décapitation et confiscation de leurs biens.
Utenhove se vit forcé de mener une vie nomade au service des nouvelles idées religieuses, dont il était un partisan convaincu.
Il appartenait aux trente familles qui, après avoir trouvé refuge à Aix-la-Chapelle, y formèrent une église wallonne secrète. Il se trouvait régulièrement en compagnie du seigneur de Falais, Jacques de Bourgogne, partisan de la Réforme protestante. C'est avec lui qu'en 1545, il partit pour Strasbourg, où il poursuivit ses études avec diligence, y entretenant des relations avec les plus éminents théologiens de l'époque, dont Martin Bucer, Petrus Martyr et Paul Fagius. Il quitta Strasbourg en 1548, sa sécurité étant à nouveau menacée.

#### En Angleterre

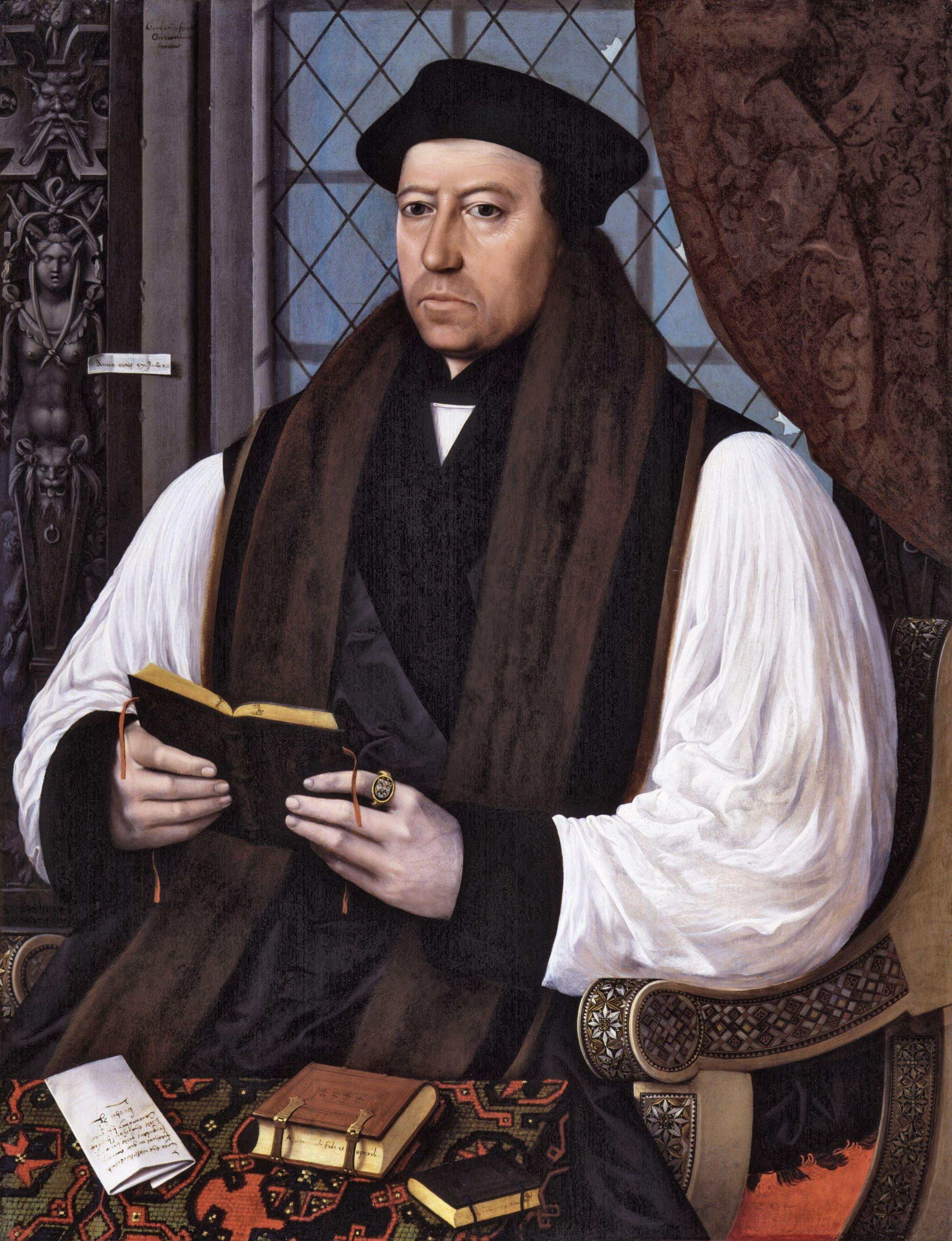
Portrait de Thomas Cranmer, par Gerlach Flicke (1545). En Angleterre, Utenhove profita de l'hospitalité de l'archevêque de Canterbury.

Il trouva un nouvel environnement sûr de l'autre côté de la Manche. En Angleterre, il profita de l'hospitalité de l'archevêque de Canterbury, Thomas Cranmer. Il y créa une église wallonne : la plus ancienne église réformée sur le sol anglais.
Au printemps de 1549, il quitta l'Angleterre pour des raisons de santé ; il traversa les anciens Pays-Bas ; il passa par Bruxelles, puis par Cologne, et se retrouva enfin à Strasbourg, où il profita des bains chauds. Après quelques semaines, il repartit pour la Suisse, où il visita le réformateur helvétique Heinrich Bullinger, dont il défend les opinions sur la Cène dans son ouvrage Rationes quaedam de 1560. À Genève, c'est Jean Calvin qu'il visita, et à Bâle Jean Oporin et Coelius Secundus Curio. Ce dernier avait été, à Padoue, professeur du demi-frère d’Utenhove, Karel.
De retour en Angleterre, la même année, il collabora à la constitution d'une église wallonne à Glastonbury (dans le comté de Somerset) et à la réalisation et à l'organisation, à Londres, de l'église de réfugiés wallons et néerlandais, qui put disposer de l'église désaffectée des Augustins à partir de 1550, grâce à la protection et au soutien du roi Edouard VI d'Angleterre. Cette église fut dirigée par Johannes a Lasco, qui était son surintendant, par Martinus Mikron, l'un des quatre prédicants nommés par le roi même, et par Utenhove, un des quatre anciens. En commun accord, ils organisèrent la doctrine et la liturgie, la structure de la communauté et le chant de l'église. Les anciens avaient la charge d'assister les prédicants, non tellement au service rendu à la Parole, mais en veillant à la doctrine et aux mœurs des membres de l'Église, tâche qui fut confirmée le 5 octobre 1550.
En 1553, après la mort d'Edouard VI, et aussitôt que la très catholique Marie la Sanglante, épouse de Philippe II d'Espagne, eut monté sur le trône, l'église fut dispersée, et Utenhove se vit dans la nécessité de quitter l'Angleterre.

#### Au Danemark et à Emden

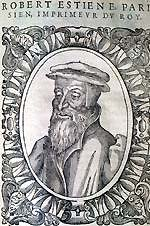
Robert Estienne, dont Utenhove adapta l'édition du Nouveau Testament en néerlandais.

Beaucoup de gens – y compris les trois dirigeants de l'église – se rendirent ensuite au Danemark, où ils demandèrent la permission de s'installer au roi, Christian III, qui était occupé d'instaurer la Réforme d'une main ferme. Confrontés au refus, les exilés durent toutefois aussi quitter le Danemark. Durant leur voyage, ils passèrent par Rostock, Wismar et Lübeck dans deux petits navires. Le roi avait ordonné à Lasco, Utenhove et Mikron d'atteindre l'Allemagne par Holstein.
Le 4 décembre 1553, les deux premiers arrivèrent à Emden, Micron s'étant séparé d'eux en route. Utenhove passa trois années de paix relative à Emden en Frise orientale où, sous la régence d'Anne, comtesse d'Oldenbourg, le luthéranisme avait été évincé par le zwinglianisme et le calvinisme.
Ayant déjà doté l'église londonienne des réfugiés néerlandais d'une confession et d'un catéchisme en 1551, du questionnaire Een corte undersouckinghe des gheloofs, datant peut-être de 1553, et d'un petit recueil de 25 psaumes, Vijf-en-twintig psalmen ende andere ghesanghen, Utenhove voulut maintenant lui offrir une Bible. Par l'intermédiaire du ministre Van Wingen et d'autres, il lui fournit une traduction du Nouveau Testament, intitulée Het Nieuvve Testament, dat is, Het nieuwe Verbond onzes Heeren Iesu Christi, publiée à Emden en 1556. Cette traduction est la première en vers néerlandais, adaptée du Nouveau Testament grec de Stephanus (Robert Estienne), publié à Paris en 1550. Toutefois, son orthographe et son style particulier ne furent guère appréciés du public.

#### En Pologne
De 1556 à 1559, Utenhove demeura en Pologne, pays auquel il avait accompagné son ami, le noble polonais Johannes a Lasco, et où il aurait adopté le socinianisme. Leurs activités réformatrices devinrent entravées par plusieurs facteurs. Au printemps de 1558, il se maria avec la pieuse Anne de Horne (« pulcherrimum piarum matronarum decus »), qui était une des réfugiés originaires des Pays-Bas qui, en 1553, avaient fait le voyage de Londres au Danemark, dont ils s'étaient fait expulser. En Pologne, Utenhove s'occupa surtout d'élaborer son ouvrage Simplex et fidelis narratio, où il fait, dans un latin élégant, le rapport détaillé du sort des réfugiés londoniens au Danemark et dans les villes côtières de la mer Baltique. À cette histoire, il ajouta son écrit polémique, Rationes quaedam, une série d'arguments contre la doctrine de la Cène des luthériens. Ces deux ouvrages furent publiés à Bâle en 1560 et réimprimés dans le volume IX de la Bibliotheca reformatoria neerlandica en 1912. En 1608 parut une traduction allemande de Bartholomaeus Rhodingus, ministre à Dillenburg.

### Exil: deuxième période
Élisabeth étant devenue reine d'Angleterre après la mort de Marie la Sanglante, survenue le 17 novembre 1558, Utenhove retourna en 1559 à Londres, où les réfugiés réformés retrouvèrent leur premier refuge. On réorganisa et refonda une église dont il devint de nouveau un ancien et dirigeant. Ses efforts pour recouvrer les privilèges, dont ils avaient joui sous Edouard VI, se heurtèrent à de grands inconvénients, bien que la reine acceptât la restitution à la communauté réformée d'exilés de son ancienne église : le temple de Jésus des moines Augustins. Utenhove eut une influence considérable sur la constitution d'églises réformées dans d'autres villes d'Angleterre, notamment à Sandwich, à Colchester et à Norwich. C'est à Londres qu'il accomplit la tâche qu'il s'était imposée : la réalisation d'une version rimée des psaumes, publiée sous le titre De Psalmen Dauidis, in Nederlandischer sangsryme, […] wartoe toegedaen syn de gesangen Marie, Zacharie, Simeonis, mit t' samen den tien geboden ende gebede des Heeren, mit noch anderen (Londres 1566).
Lorsque mourut Utenhove, il laissa derrière lui, à part une version rimée des psaumes prête à imprimer, une femme et trois enfants en bas âge dans des circonstances pénibles.

## Œuvre

### Remarques générales
Utenhove joua un rôle de premier plan au sein de la communauté de réfugiés néerlandais. Son Simplex et fidelis narratio est le rapport détaillé des événements de cette époque. Ce fut également pour cette communauté qu'il traduisit quatre écrits latins de Johannes a Lasco : l'une en français, les trois autres, dont De catechismus, oft Kinderleere de 1551, en néerlandais.

### Psaumes

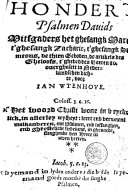
Hondert Psalmen Davids d'Utenhove (Londres, Jan Daye, 1561).

Il produisit une version rimée des psaumes sur laquelle il avait travaillé en tout dix-sept ans ; si la première série de 25 psaumes avait été imprimée en 1551, la collection complète ne fut achevée et imprimée qu'en 1566.
Pour sa versification, Utenhove avait en partie emprunté aux mélodies luthériennes. La publication posthume de ces Psalmen Davidis (Les Psaumes de David) fut éditée par le prédicant Godfried van Wingen.
Bientôt, la version rimée d'Utenhove remplaça les Souterliedekens de Willem van Zuylen van Nijevelt – un psautier qui avait été approuvé par la censure et les autorités ecclésiastiques catholiques –, mais elle ne fut pas longtemps usitée dans l'église londonienne. En très peu de temps, c'est-à-dire déjà en 1571, elle se fit remplacer à son tour par la traduction rimée de Dathenus du Psautier de Genève, et cela à la fois aux Pays-Bas et en Angleterre, les psaumes de ce dernier correspondant mieux aux mélodies du Psautier de Genève original. La congrégation voulut désespérément adopter ce psautier et se déclara même prête à payer une obvention supplémentaire pour cet effet lorsque les ministres eurent exprimé leur intention de maintenir celui d'Utenhove.

### Nouveau Testament
Van Wingen était également le collaborateur d'Utenhove lorsque celui-ci produisit, à Emden, sa traduction du Nouveau Testament, publiée à la demande de l'église d'Emden, la même année que les Psaumes, sous le titre Het Nieuvve Testament, Na der Grieckscher waerheyt in Nederlandsche sprake grondlick end trauwlick ouerghezett (Le Nouveau Testament, soigneusement et fidèlement traduit en néerlandais d'après l'original grec) .
Utenhove voulait forcer la langue maternelle à parler celle du Saint-Esprit. Il aspirait à une traduction répondant autant que possible, par la richesse des formes, au grec du Nouveau Testament. Seulement de cette façon, on parviendrait à laisser intacte l'intention du Saint-Esprit.

### Aspects linguistiques
La version rimée d'Utenhove du Nouveau Testament occupe une place importante dans l'histoire de la littérature néerlandaise dans la mesure où elle présente la première traduction complète d'une partie de la Bible en néerlandais. Comme le traducteur semble avoir emprunté beaucoup aux dialectes bas saxons orientaux du néerlandais, elle fut parfois considérée comme l'un des premiers documents littéraires de cette partie des Pays-Bas. Utenhove voulait réaliser une langue mixte compréhensible partout dans les Pays-Bas et jusqu'à la mer Baltique, sa traduction étant destinée à la paroisse d'Emden, dont les membres étaient des réfugiés de tous les coins des Belgiques. Comme le démontrent la traduction d'Utenhove et l'histoire linguistique de la Frise septentrionale, la variété des dialectes à l'est de la mer du Nord était à concilier. Se faire comprendre ne pouvait avoir demandé beaucoup d'effort,. De toute façon, comme Marnix de Sainte-Aldegonde, Utenhove préférait l’emploi des mots « du » (« vous ») et « dijn » (« votre ») pour s'adresser à Dieu,. Cependant, sa volonté de traduire aussi littéralement que possible le texte grec ainsi que son choix de mots appartenant au vocabulaire savant, particulièrement raisonné et propre à la Renaissance, empêchaient une distribution et acceptation plus large de sa version. Le même sort fut réservé à la version rimée qu’il fit des psaumes, évincée par celle de Dathenus.

### Œuvres publiées
- (nl) Een seer schoon spel van zinnen, 1532, moralité publiée en 1570.
- (nl) De catechismus, oft kinderleere, diemen te Londen, in de Duydtsche ghemeynte is ghebruyckende, catéchisme traduit du latin d'après Lasco, Londres, 1551 ; publié par Nycolas vanden Berghe en 1553 ; publié par Gellius Ctemasius (Gillis van den Erve) à Emden, 1558[24].
- (nl) Een corte undersouckinghe des gheloofs, 1553 (?).
- (nl) Christelicke ordonnantiën der Nederlandschen Ghemeynte Christi, die van den Christelicken prince Edewart den VI in het jaar 1550 te Londen inghestelt was, hors Londres, C. Volkwinner, 1554 ; abrégé plus tard par Micron et usité aux Pays-Bas ; traduction de Forma et ratio ecclesiastici ministerii, in perigrinorum praesertim vero Germanicorum Ecclesia, instituta Londini per Eduardum VI anno 1550, Londres, 1550, 8o ; il s'agit de la traduction d'un ouvrage latin de Johannes a Lasco, comprenant une ordonnance ecclésiastique ou liturgie, et couramment inclus dans le psautier complet publié en 1566 à Londres[17].
- (nl) Het Nieuvve Testament, dat is, Het nieuwe Verbond onzes Heeren Iesu Christi, Na der Grieckscher waerheyt in Nederlandsche sprake grondlick end trauwlick ouerghezett, Emden, Gellius Clemasius (Gilles van der Erven), 3 novembre 1556, in-12 ; une édition améliorée est parue en 1559 ; d'après le grec de Stephanus ; les tomes sont divisés en vers[25].
- (nl) Vijf en twintig psalmen ende andere ghesanghen, die men in de duytsche ghemeynte te Londen was gebruyckende, Londres, 1551, (Emden, Gellius Ctematius (Gilles van der Erven), 1557)[25].
- (nl) 26 Psalmen, Gellius Ctematius, Emden, 1558.
- (nl) 11. ander Psalmen, 1559.
- (la) Rationes quaedam cur verba illa coenæ, 1560.
- (nl) Hondert Psalmen Davids mitsgaders het ghesangk Marie, t'ghesangk Zacharie, t'ghesangk Simeons, de thien Geboden, de artikels des Gheloofs, t'ghebed des Heeren &c. ouerghesett in Nederlandschen dichte, Londres, Jan Daye, 1561.
- (nl) LXIIII, Psalmen end ander ghesangen, diemen in de Duytsche Ghemeynte te Londen was ghebruyckende, Emden, Gellius Ctematius, 1561.
- (la) Simplex et fidelis narratio de instituta et demum dissipata, Belgarum aliorumque peregrinorum in Anglia, Ecclesia et potissimum de susceptis postea illius nomine itineribus, quae eis in illis evenerunt etc. Basileae, 1566, 8o ; a été traduit en haut et en bas allemand[25].
- (nl) De Psalmen Dauidis, in Nederlandischer sangs-ryme, door Ian VVtenhoue van Ghentt. § Wartoe toegedaen syn de gesangen Marie, Zacharie, Simeonis, mit t’samen den tien geboden ende gebede des Heeren, mit noch anderen.§ Item, is hier noch voor iegheliken Psalme gesett syn inholdt: ende aent einde een voeghlick ghebedt daroppe:Altemael to nutte der Gemeynte Christi, Londres, Jan Daye, 12 septembre 1566, 12o[25].
- (la) De Origine et progressis ecclesiarum protestantium in Anglia earumque expulsione ; ouvrage attribué par Jocher, traduit en haut allemand[24].